# Stefano Carobbi
Stefano Carobbi (Pistoia, 16 de janeiro de 1964) é um ex-futebolista profissional italiano que atuava como defensor.

## Carreira
Stefano Carobbi se profissionalizou na Fiorentina.

## Seleção
Stefano Carobbi integrou a Seleção Italiana de Futebol nos Jogos Olímpicos de 1988, de Seul.